# Eucalantica polita
Eucalantica polita is een vlinder uit de familie van de stippelmotten (Yponomeutidae). De wetenschappelijke naam van de soort werd in 1881 gepubliceerd door Walsingham.